# 大興行動基地
大興行動基地（英語：Tai Hing Operation Base）前身為大興分區警署（英語：Tai Hing Police Station），位於香港新界屯門震寰路80號。香港警務處為了節省資源，2002年1月9日起，大興分區警署關閉，撥歸新界北衝鋒隊，並更名為大興行動基地，但保留了報案室。2021年7月7日，香港警方表示為了提供更優質的服務，位於大興行動基地內的屯門大興報案中心投入服務。不過，由於使用量偏低，為了更有效地調配資源應對2019冠狀病毒病疫情，2022年3月7日起，大興報案中心關閉，市民需要改到屯門警署、青山警署或網上進行報案。